# Theodore Gill

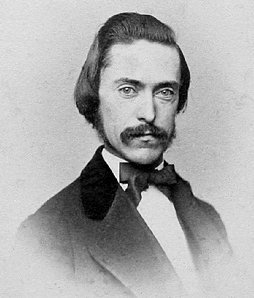
Theodore Nicholas Gill, de joven.

Theodore Nicholas Gill (21 de marzo de 1837 - 25 de septiembre de 1914) fue un ictiólogo, paleontólogo y bibliotecario estadounidense.
Nació en Nueva York y se educó con tutores privados. Gill mostró un interés precoz en la historia natural. Ayudó a J. Carson Brevoort a clasificar sus colecciones de entomología e ictiología antes de marchar a Washington en 1863 para trabajar en el Instituto Smithsoniano. Se especializó en catalogar mamíferos, peces y moluscos sin que ello le restase interés y estudios en otros tipos de animales. Fue bibliotecario del Instituto Smithsoniano y ayudante de la Biblioteca del Congreso de los Estados Unidos.
Fue profesor de zoología en la Universidad George Washington. También fue miembro del Club Megatherium del Instituto Smithsoniano en Washington. Los otros miembros de la institución solían burlarse de él porque era vanidoso. Fue también Presidente de la Asociación Americana para el Avance de la Ciencia en 1897.

## Obra
Además de 400 documentos sobre temas científicos, sus principales obras incluyen: 
- "Arrangements of the Families of Mollusks", 49 p. 1871.
- "Arrangement of the Families of Mammals", 98 p. 1872.
- "Arrangement of the Families of Fishes" 1872 .
- "Catalogue of the Fishes of the East Coast of North America" 1875.
- "Bibliography of the Fishes of the Pacific of the United States to the End of 1879" 1882.
- "Reports on Zoology" para los anuarios de la Smithsonian a partir de 1879.